# Makaira
Makaira is een geslacht van straalvinnige vissen uit de familie van de Istiophoridae (Zeilvissen).

## Soorten
- Makaira indica (Cuvier, 1832) – Zwarte marlijn
- Makaira mazara (Jordan & Snyder, 1901)
- Makaira nigricans Lacépède, 1802 – Blauwe marlijn